# Martin van der Horst
Martin van der Horst; właściwie Johannes Martinus van der Horst (ur. 2 kwietnia 1965 w Heemskerk) – były holenderski siatkarz, reprezentant kraju, grający na pozycji środkowego. Wicemistrz olimpijski 1992.

## Nagrody indywidualne
- Liga Światowa:
  - najlepszy blokujący Ligu Światowej 1991
  - najlepszy blokujący Ligu Światowej 2000